# Joannesia
Joannesia es un género perteneciente a la familia de las euforbiáceas.  Comprende 3 especies descritas y de estas solo 2 aceptadas.

## Taxonomía
El género fue descrito por José Mariano da Conceição Vellozo y publicado en Alographia dos alkalis fixos: vegetal ou potassa, mineral ou soda e dos sus nitratos: segundo as melhores memorias estrangeiras, que se tem escripto a este asumpto 199. 1798. La especie tipo es: Joannesia princeps Vell,

## Especies aceptadas
A continuación se brinda un listado de las especies del género Joannesia aceptadas hasta marzo de 2014, ordenadas alfabéticamente. Para cada una se indica el nombre binomial seguido del autor, abreviado según las convenciones y usos.
- Joannesia heveoides  Ducke
- Joannesia princeps Vell,